# Polevói (Krasnodar)
Polevói (del ruso: Полевой) es un posiólok del raión de Tijoretsk del krai de Krasnodar, en Rusia. Está situado en las llanuras de Kubán-Priazov, a orillas del arroyo Atamanka, afluente por la derecha del Chelbas, 12 km al este de Tijoretsk y 128 km al nordeste de Krasnodar, la capital del krai. Tenía 291 habitantes en 2010
Pertenece al municipio Parkovskoye.

## Transporte
Al oeste de la localidad pasa la carretera federal M29 Cáucaso.